# أحمد فياض المفرجي
احمد فياض المفرجي (1936 - 1996) هو صحفي ومخرج مسرحي عراقي، يعد رائد التوثيق المسرحي في العراق وأحد أهم العاملين في المجال الصحفي الفني العراقي، حيث قضى حياته مهتما في التوثيق المسرحي مغطياً فعاليات ونشاطات العديد من الفنانين المسرحيين والسينمائيين وحتى الأموات منهم في الوقت الذي لم يفكر غيره مجرد التفكير في الأشارة اليهم.. ولا زالت مصادره (مؤلفاته) معينا لكل طالب باحث في المجال الفني في العراق وعلى الأخص المسرحي والسينمائي فيه، فلا تخلو رسالة دراسية أو بحث من الأشارة اليه.

## حياته ونشأته
• ولد سنة 1936 في محافظة بغداد / الأعظمية.
• انهى دراسته الأبتدائية في مدارس الأعظمية.
• عمل في وزارة العدل وعين فيها سنة 1952.
• تخرج من الثانوية الجعفرية – الفرع التجاري 1957 – 1958.

## مسيرته
• عنى بالأدب والصحافة منذ مطلع الخمسينات.
• درس في فرع التمثيل بمعهد الفنون الجميلة وتخرج فيه سنة 1963 – 1964 وشارك طوال دراسته بالعديد من انتاجات المعهد المسرحية.
• اخرج أول مسرحية لأدب اللامعقول في العراق سنة 1964 (الشريط الأخير – أو شريط كراب الأخير) صموئيل بيكت.
• عمل محررا في جريدة الزمان البغدادية اليومية في اواسط الخمسينيات.
• انتسب إلى فرق تمثيلية عدة وكان أحد مؤسسي فرقة مسرح اليوم التي مازالت قائمة وقد مثل في العديد من نتاجاتها التلفزيونية.. كما شارك في اداء دور في الفلم الروائي الحارس – إخراج الفنان خليل شوقي والذي انتجته شركة أفلام اليوم التي كونها من أعضاء فرقة مسرح اليوم اواسط الستينات.
• سنة 1973 انتقل إلى وزارة الثقافة والأعلام ونسب إلى دائرة السينما والمسرح.
• شارك في العديد من المؤتمرات والمهرجانات والحلقات الدراسية المقامة في العراق وخارجه.
• كُرم سنة 1982 من قبل المركز العراقي للمسرح لدوره في توثيق النشاطات المسرحية في العراق.
• كُرم سنة 1982 من قبل جمعية الفنانين التشكيلين العراقيين لدوره في التعريف بالنشاطات التشكيلية في العراق.
• اشرف على العديد من الصحف الأدبية والفنية والمجلات المحلية.
• أستاذ محاضر في معهد الفنون الجميلة لسنوات طويلة.
• زاويته المعروفة (فنون مسرحية) في جريدة الجمهورية التي استمرت لسنين طوال.
• رئيس نادي السينما العراقي.
• نائب رئيس المركز العراقي للمسرح.
• اسس وترئس المركز الوثائقي للمسرح.
• مدير قسم الأبحاث والدراسات في المؤسسة العامة للسينما والمسرح.
• عضو نقابة الفنانين العراقيين.
• رئيس الشعبة المسرحية في نقابة الفنانين العراقيين.
• عضو مجلس نقابة الفنانين العراقيين.
• عضو اتحاد الأدباء العراقيين.
• عضو نقابة الصحفيين العراقيين.
• كُرم سنة 1992 الرائد الأول للتوثيق المسرحي في العراق.
• شارك في اغلب المهرجانات المسرحية والسينمائية المقامة في العراق عضوا في هيئاتها التحضيرية والتنفيذية أو اللجان العليا والتحكيمية لها.
• ساهم في العديد من المهرجانات العربية والعالمية مدعوا أو موفدا ممثلا للعراق في كلتا الحالتين وكانت اخرها مشروع للتعاون مع اليونسكو ممثلا عن العراق ولكنه لم يتم بسبب وفاته.

## مؤلفاته
• له العديد من البحوث المنشورة في الصحف والمجلات المحلية والعربية وبعضها ترجم إلى لغات أخرى ونشر في الصحافة العالمية.
• له أكثر من (24) مؤلف وهي:
1 - المرأة في الشعر العراقي الحديث 1958/ قدم له الدكتور علي الوردي/ مطبعة الجامعة / بغداد.
2 - الحركة المسرحية في العراق 1965/ مطبعة الشعب / بغداد.
3 - لمحة عن مسرح الطفل في العراق 1978.
4 - جمعية التشكيلين العراقيين 1979.
5 - مصادر دراسة المسرح في العراق 1979.
6 - التعريف بالمصادر العربية لدراسة السينما الصهيونية 1979.
7 - حقي الشبلي... ذكريات في الفن والحياة 1980.
8 - السينما في العراق 1980/ دار الصياد / بغداد.
9 - سنوات الفن 1980/ دار الصياد / بغداد.
10 - اساليب السينما الصهيونية 1980/ المؤسسة العربية للدراسات والنشر / بيروت.
11 - فنانو السينما في العراق 1981/ المؤسسة العربية للدراسات والنشر / بيروت.
12 - مصادر دراسة النشاط السينمائي في العراق 1981/ المؤسسة العربية للدراسات والنشر / لبنان.
13- النشاط المسرحي في العراق للموسم 1981- 1982.
14 - النشاط المسرحي في العراق 1983/ الجزء الأول.
15 - النشاط المسرحي في العراق 1983/ الجزء الثاني.
16 - السينما التسجيلية في العراق 1984.
17 - الفنان حقي الشبلي رائد المسرح العراقي 1985/ مطبعة ثويني/ بغداد- نقابة الفنانين/ المركز العام.
18 - المسرح في العراق 1987/ مطبعة سومر/ بغداد- نقابة الفنانين/ المركز العام.
19 - المسرح في العراق/ مطبعة سمير/ بغداد- بالأشتراك مع سامي عبد الحميد وعبد الأله كمال الدين وعلي مزاحم عباس وياسين النصير ويوسف العاني.
20 - الفرقة القومية للتمثيل 1989/ دار الحرية للطباعة/ بغداد.
21 - مسرح الثمانينات في العراق 1989/ دار الشؤون الثقافية العامة / بغداد.
22 - إبراهيم جلال في التوثيق والأبداع 1991/ مطبعة ديانا / بغداد.
23 - مهرجان بغداد للمسرح العربي 1991/ دار الحرية للطباعة / بغداد- إصدار دائرة السينما والمسرح
25 - مهرجان بغداد للمسرح العربي 1994/ دار الحرية للطباعة / بغداد- إصدار دائرة السينما والمسرح.
• اسس بذور عائلة فنية كان الرائد فيها وتبعه اخواه المخرج والممثل المسرحي فاروق فياض المتوفي سنة 1967 واخوه الفنان صبحي فياض عازف الكمان وولداه المخرج المسرحي ظفار احمد وايثار احمد الأستاذة في معهد الفنون الجميلة/ السمعية والمرئية/ بنات.
• توفي في بغداد عن عمر يناهز الستين سنة، في 1/7/1996 اثر حادث مؤسف.